# Marc Senter
Marc Senter (...) è un attore statunitense.

## Biografia
Attivo come attore fin dal 2002, nella prima fase della sua carriera ha interpretato principalmente ruoli secondari, figurando per la prima volta nel cast principale di un'opera con The Lost, in cui interpreta il ruolo del protagonista. Nel 2009 viene diretto da Ti West in Cabin Fever 2 - Il contagio. Negli anni continua a lavorare spesso a opere thriller o horror, recitando fra gli altri in film come Starry Eyes, Brawler e The Free Fall. Nel 2012 appare nel video musicale di Fight Like a Girl di Emilie Autumn. Nel 2022 ottiene un ruolo da co-protagonista al fianco di Stephen Lang nel film Old Man. Nel 2023 viene diretto da Larry Fessenden in Blackout.

## Filmografia

### Cinema
- The Lost, regia di Chris Sivertson (2006)
- Il nome dell'assassino, regia di Chris Sivertson (2007)
- Kush, regia di York Alec Shackleton (2007)
- Wicked Lake, regia di Zach Passero (2008)
- Incinta o... quasi, regia di Lara Shapiro (2009)
- Cabin Fever 2 - Il contagio, regia di Ti West (2009)
- Red White & Blue, regia di Simon Rumley (2010)
- Bawler, regia di Chris Sivertson (2011)
- The Devil's Carnival, regia di Darren Lynn Bousman (2012)
- A Night of Nightmares, regia di Buddy Giovinazzo (2012)
- Starry Eyes, regia di Kevin Kölsch e Dennis Widmyer (2014)
- Tom Holland's Twisted Tales, regia di Tom Holland (2014)
- Tales of Halloween, registi vari (2015)
- Demetria, regia di Mike Testin (2015)
- Alleluia! The Devil's Carnival, regia di Darren Lynn Bousman (2016)
- The Free Fall, regia di Adam Stilwell (2021)
- Old Man, regia di Lucky McKee (2022)
- Trim Season, regia di Ariel Vida (2023)
- Blackout, regia di Larry Fessenden (2023)

### Televisione
- Febbre d'amore – Soap opera, 3 episodi (2002)
- Like Family – Serie TV, 1 episodio (2003)
- She Spies – Serie TV, 1 episodio (2004)
- The District – Serie TV, 1 episodio (2004)
- JAG - Avvocati in divisa – Serie TV, 1 episodio (2004)
- NCIS - Unità anticrimine – Serie TV, 1 episodio (2006)
- Blackbox TV – Serie TV, 1 episodio (2013)
- Twisted Tales – Serie TV, 1 episodio (2013)

### Video musicali
- Fight Like a Girl di Emilie Autumn (2012)